# Bridget Jones's Baby
Bridget Jones's Baby è un film del 2016 diretto da Sharon Maguire, con protagonisti Renée Zellweger, Colin Firth e Patrick Dempsey.
La pellicola è il terzo capitolo della saga cinematografica di Bridget Jones, iniziata nel 2001 con Il diario di Bridget Jones e proseguita nel 2004 con Che pasticcio, Bridget Jones!.
Avrà un sequel nel 2025, Bridget Jones - Un amore di ragazzo. 

## Trama
Dopo aver rotto con Mark Darcy, il giorno del suo quarantatreesimo compleanno Bridget Jones partecipa al funerale di Daniel Cleaver, presumibilmente morto in un incidente aereo; al funerale vede il suo ex con la sua nuova moglie Camilla.
Bridget ora lavora come produttrice televisiva ed è amica intima della giovane e scatenata collega Miranda. Dopo aver passato la notte del suo compleanno da sola, Bridget decide di abbracciare la sua vita da single, accettando l'offerta di Miranda di andare a un festival musicale dove incontra un bell'uomo di nome Jack dopo essere caduta imbarazzata nel fango. Più tardi quella sera una Bridget ubriaca si trascina in una yurta che pensa appartenga a lei e a Miranda, ma che in realtà appartiene a Jack. Nonostante la sorpresa, Jack la invita a restare e i due hanno una storia di una notte. La mattina, trovando il letto vuoto, Bridget se ne va, ignara che Jack è fuori a prendere la colazione per entrambi.
Tornata a casa, Bridget va al battesimo del figlio minore di Jude, dove è la madrina e a Mark è stato chiesto all'ultimo minuto di fare da padrino. Mark le dice che lui e sua moglie stanno divorziando e che Camilla era al funerale solo per supporto morale. Rendendosi conto che sono ancora innamorati, Bridget e Mark passano la notte insieme. Mark dice che il giorno dopo deve alzarsi presto per andare al lavoro, così Bridget esce prima che lui si svegli, lasciandogli un biglietto che gli dice che riallacciare i rapporti con lui è troppo doloroso.
Qualche settimana dopo, Bridget si accorge di essere incinta. Decide che vuole tenere il bambino nonostante sia single, perché potrebbe essere la sua ultima possibilità di avere un figlio. Dopo una visita alla clinica della dottoressa Rawlings, si rende conto che il padre potrebbe essere Mark o Jack. Non riesce a contattare Jack finché Miranda non lo vede in uno spot televisivo e si rende conto che Jack Qwant è un miliardario inventore di un sito di incontri.
Miranda cospira con Bridget per avere Jack come ospite nel loro notiziario, in modo che possano prelevare campioni di DNA per capire se Jack è il padre. Anche se Bridget cerca di rimanere in incognito, Jack la riconosce e le chiede perché se n'è andata dopo la loro notte insieme. Lei si scusa e decide di dirgli che è incinta e che lui è il padre, senza menzionare Mark. Inizialmente impaurito dalla responsabilità di avere un figlio con una sconosciuta, Jack si lancia nel ruolo di padre. Bridget comunica anche a Mark la notizia che è così entusiasta della prospettiva che non riesce a trovare il coraggio di dirgli di Jack. La dottoressa Rawlings cerca di somministrare un test del DNA per l'amniocentesi, ma Bridget decide di non procedere mentre il bambino è ancora nel grembo materno perché è terrorizzata dal rischio di aborto spontaneo.
Bridget invita Jack a un evento di lavoro e si spaventa quando arriva anche Mark. I due uomini si incontrano e i tre escono a cena, dove Bridget finalmente ammette di non essere sicura di chi sia il padre. Anche se deluso, Jack prende bene la notizia, ma Mark è sconvolto e se ne va, anche se alla fine diventa anche lui solidale. Mark e Jack diventano gelosi l'uno dell'altro e cercano di superarsi a vicenda. Jack e Mark fingono di avere una relazione gay per evitare l'imbarazzo quando il trio frequenta le lezioni prenatali, facendo passare Bridget come madre surrogata. Mark diventa sempre più invidioso della stretta relazione tra Bridget e Jack ed è devastato quando Jack mentendo afferma che lui e Bridget hanno fatto sesso senza preservativo, rendendo più probabile che Jack sia il padre. Mark se ne va e ignora le chiamate di Bridget. Jack le chiede di andare a vivere con lui, ma alla fine confessa a Bridget quello che ha detto a Mark. Sconvolta, Bridget si precipita a parlare con Mark, ma vede arrivare la sua ex moglie a casa sua e se ne va.
Dopo nove mesi di gravidanza, Bridget si ritrova chiusa fuori sotto la pioggia. Mark arriva e irrompe nel suo appartamento. Dopo che Bridget gli chiede come mai la sua ex moglie fosse a casa sua, lui le comunica che era lì per prendere le ultime cose. Proprio mentre stanno per baciarsi, a Bridget si rompono le acque. Quando il suo telefono squilla per lavoro, Mark, memore delle tante volte in cui Bridget gli aveva richiesto di non rispondere, lo getta dalla finestra, il che, per quanto romantico, li lascia senza un mezzo per chiamare aiuto. Alla fine riescono ad arrivare in ospedale con l'aiuto di Jack. Più tardi Jack si scusa con Mark per il suo comportamento. Bridget dà alla luce un bambino sano e i suoi amici e genitori vengono a trovarli. La dottoressa Rawlings porta via Mark e Jack per eseguire il test del DNA e i due si augurano sinceramente buona fortuna.
Un anno dopo, Bridget cammina lungo la navata durante il suo matrimonio con Mark. Successivamente si scopre che il padre del bambino di Bridget è Mark Darcy. Jack Qwant partecipa come ospite e non mostra alcun segno di risentimento o di gelosia, giocando felicemente con il figlio di Bridget e Mark, William. Bridget esprime la sua pace e la sua felicità perché tutto è andato bene. Più tardi un giornale sdraiato su una panchina rivela che Daniel Cleaver è stato trovato vivo.

## Promozione
Il primo teaser trailer del film viene diffuso il 22 marzo 2016, mentre il trailer esteso il giorno seguente. Il 5 aprile viene diffuso il primo poster italiano.

## Distribuzione
La pellicola è stata distribuita nelle sale cinematografiche statunitensi a partire dal 16 settembre 2016, mentre in Italia dal 22 settembre seguente.

## Riconoscimenti
- 2017 - Evening Standard British Film Awards
  - Comedy Award
- 2017 - Golden Tomato Awards[5]
  - Quarto miglior film romantico del 2016